# Los mitos griegos
Los mitos griegos (en inglés The Greek Myths) es una mitografía, un compendio de mitología griega, elaborada por el poeta y escritor inglés Robert Graves.

## Contenido
Fue publicada en 1955 y revisada por el autor en 1960. Sistematiza el amplísimo material de la mitología clásica de acuerdo con un método consistente «en reunir en una narración armoniosa todos los elementos diseminados de cada mito, apoyados por variantes poco conocidas que pueden ayudar a determinar su significado, y en responder a todas las preguntas que van surgiendo en términos antropológicos o históricos».